# Love Is All Around
Love Is All Around är en låt skriven av Reg Presley och framförd av The Troggs. Låten inspirerades av en TV-sändning av Frälsningsarméns orkester Joy Strings, och släpptes först på singel i Storbritannien i oktober 1967, med topplaceringen fem på den brittiska singellistan. Den nådde topplaceringen sju på Billboard Hot 100-listan i USA den 18 maj 1968. Denna version innehåller en stråkkvartett och ett 'tick tock'-sound som slagverk.
Låten har tolkats av flera artister, bland dem R.E.M., med vilka Troggs var med och spelade in comebackalbumet Athens Andover,. R.E.M.'s cover var 1991 B-sida till singeln "Radio Song", och spelades också under deras första framträdande i MTV:s Unplugged samma år. Wet Wet Wets cover, som var med i soundtracket till filmen Fyra bröllop och en begravning 1994, var en internationell hitlåt och tillbringade 15 veckor högst upp på toppen av den brittiska singellistan.

## Wet Wet Wets version
Wet Wet Wets version släpptes på singel den 9 maj 1994.  Den toppade den Brittiska singellistan efter två veckor, efter att ha förekommit i filmen Fyra bröllop och en begravning ("Four Weddings and a Funeral"), och låg kvar där i 15 raka veckor. Bland de 75 främsta tillbringade låten 37 veckor. "Vi var i allas huvuden sommaren 1994," kommenterade bandets frontman Marti Pellow tio år senare. Den spelades så ofta, att vissa radiostationer slutade spela låten. Bandet själva beslutade då självmant att inte längre sälja skivan. Ändå sade Pellow, "Jag tycker fortfarande att det är en lysande skiva. Dess styrka är dess enkelhet. Vilket band som helst skulle offra sina hörntänder för att få en hit som den. Jag är väldigt stolt över den."
Pellow spelade in en egen version 2002 på albumet Marti Pellow Sings the Hits of Wet Wet Wet & Smile.

### Låtlista
CD 1
1. "Love Is All Around"
2. "I Can Give You Everything" (7" Arthur Baker soul remix)
3. "Ain't No Stoppin'/Le Freak"

CD 2 Limited Edition Digi Pack
1. "Love Is All Around
2. "Is This Love?" (live)
3. "Love Is All Around" (TV mix)
4. "I Can Give You Everything" (12" house mix)

MC
1. "Love Is All Around"
2. "I Can Give You Everything" (7" Arthur Baker soul remix)

7"
1. "Love Is All Around"
2. "I Can Give You Everything" (7" Arthur Baker remix)

### R.E.M.
Användandet av filmprojektion på tomma kort i videon påminde om R.E.M.:s video till "Radio Song", inspelad tre år tidigare. Om Wet Wet Wets inspelning av låten sade R.E.M.:s Peter Buck, "Folk sa att de fick idén att göra det efter att ha sett oss spela – och jag hoppas det, då det gav Reg en miljon pund eller liknande. Det är en fantastisk låt. Jag tyckte det var en fin version."
"Jag hörde deras live version – de gjorde den i TV en gång – och [Marti Pellow] sjöng den med samma melodi som jag slängde in där, vilket var ganska trevligt," tillade Mike Mills. "Det där uh-uh-uh-urrr i slutet. Det förekommer inte i originalversionen."
"Oh, OK. Jag trodde du menade bah-bah-bah-bah-bah-bah-bah," svarade  Michael Stipe.

### Slovenska
Låten spelade också in på slovenska, av det slovenska popbandet Čuki, som "Vsepovsod ljubezen" (slovenska för kärlek överallt), strax efter att Wet Wet Wet släppt sin version.
Čuki gjorde också en video till sin version, med samma teknik som Wet Wet Wet.

### Julversion
En parodi på låten gjordes som signaturmelodi till Love Actually (2003), brittisk romantisk komedifilm med jultema, vilken precis som Four Weddings and a Funeral regisserades av Richard Curtis. I en kommentar på DVD-versionen säger Curtis att efter framgången med Wet Wet Wets version, "kunde han inte tänka sig ett roligare sätt att starta filmen än att få [brittiska allmänheten] att lyssna på samma låt igen." I filmen ändrar utbrände rockstjärnan, Billy Mack (spelad av Bill Nighy), sångtexten från "Love Is All Around" till "Christmas Is All Around" och "come on and let it show" blir "come on and let it snow" i ett försök att bli Julsingeletta i Storbritannien, och göra comeback till "vilket pris som helst." Julversionen förekommer sedan genom filmen, och kallas där för "smörja." Låten finns också på filmens soundtrackalbum, vilket 2004 nådde Billboardss Top 40 och rankades på placeringen #2 på soundtrackalbumlistan. Den belönades också med en guldskiva i Mexiko och Australien.

## Andra coverversioner
Låten tolkades också av Lotta Engbergs orkester som "Du ger mig av din kärlek" 1994 med text på svenska av Peter Stedt.

## Listplaceringar

### Troggs
| Lista (1967-1968) | Topplacering      |
| ----------------- | ----------------- |
| Australien        | 37 (Go Set)       |
| Irland            | 17                |
| Kanada            | 6                 |
| Nederländerna     | 17                |
| Storbritannien    | 5                 |
| Sverige           | 12 (Kvällstoppen) |
| Sverige           | 4 (Tio i topp)    |
| USA               | 7                 |
| Västtyskland      | 15                |

### Wet Wet Wet
| Lista (1994)                                | Topplacering |
| ------------------------------------------- | ------------ |
| Australien                                  | 1            |
| Eurochart Hot 100                           | 1            |
| Frankrike                                   | 2            |
| Irland                                      | 2            |
| Kanada                                      | 17           |
| Nederländerna (Top 40)                      | 1            |
| Norge                                       | 1            |
| Nya Zeeland                                 | 1            |
| Storbritannien                              | 1            |
| Schweiz                                     | 2            |
| Sverige                                     | 1            |
| Tyskland                                    | 2            |
| USA Billboard Hot 100                       | 41           |
| USA Billboard Hot Adult Contemporary Tracks | 8            |
| Österrike                                   | 1            |

| Lista (1994)  | Topplacering |
| ------------- | ------------ |
| Australien    | 1            |
| Frankrike     | 14           |
| Nederländerna | 5            |
| Schweiz       | 5            |
| Österrike     | 2            |

| Land           | Certifiering | Datum            | Certifierade försäljningar |
| -------------- | ------------ | ---------------- | -------------------------- |
| Nederländerna  | Guld         | 1994             | 40 000                     |
| Storbritannien | 2× platina   | 1 augusti 1994   | 1 200 000                  |
| Sverige        | Platina      | 25 augusti 1994  | 20 000                     |
| Tyskland       | Platina      | 1995             | 500 000                    |
| Österrike      | Platina      | 22 november 1994 | 30 000                     |

### Fotnoter
1. ↑  King, Alex P. (2004) (på French). Hit-parade — 20 ans de tubes. Paris: Pascal. sid. 343. ISBN 2-35019-009-9
2. ↑  Strong, Martin Charles (2002). The Great Rock Discography (6). Canongate. ISBN 1841953121
3. ↑  Sloan, Billy (27 juni 2004). ”Wets Get Together Again”. Daily Record. Arkiverad från originalet den 27 september 2007. https://web.archive.org/web/20070927214147/http://www.webma.nl/martipellow8m/news/wets.html.
4. 1 2 3  Harris, John (Juni 2001). ”unknown”. Q magazine.
5. ↑  Information i Svensk mediedatabas.
6. ↑  ”Listplacering”. Arkiverad från originalet den 29 mars 2020. https://web.archive.org/web/20200329151235/http://www.poparchives.com.au/gosetcharts/1968/19680221.html. Läst 6 mars 2021.
7. ↑  ”Listplacering”. http://irishcharts.ie/search/placement?page=1&search_type=title&placement=Love+Is+All+Around. Läst 6 mars 2021.
8. ↑  ”Listplacering”. https://www.bac-lac.gc.ca/eng/discover/films-videos-sound-recordings/rpm/Pages/image.aspx?Image=nlc008388.5783&URLjpg=http%3a%2f%2fwww.collectionscanada.gc.ca%2fobj%2f028020%2ff4%2fnlc008388.5783.gif&Ecopy=nlc008388.5783. Läst 1 mars 2021.
9. ↑  ”Listplacering”. http://dutchcharts.nl/showitem.asp?interpret=The+Troggs&titel=Love+Is+All+Around&cat=s. Läst 29 maj 2011.
10. ↑  ”Listplacering”. https://www.officialcharts.com/artist/12473/troggs/. Läst 6 mars 2021.
11. ↑  Hallberg, Eric (1993). Kvällstoppen i P3 (1:a uppl.). ISBN 91-630-2140-4
12. ↑  Hallberg, Eric (1998). Tio i topp - med de utslagna på försök 1961-74 (1:a uppl.). ISBN 91-972712-5-X
13. ↑  ”Listplacering”. Arkiverad från originalet den 10 januari 2021. https://web.archive.org/web/20210110000700/https://www.billboard.com/charts/hot-100/1968-05-18. Läst 3 mars 2021.
14. ↑  ”Listplacering”. http://www.charts-surfer.de/. Läst 1 mars 2021.
15. 1 2 3 4 5 6 7  "Love Is All Around", på schweiziska, österrikiska, franska, nederländska, svenska, norska, australiska och nyzeeländska singellistorna Lescharts.com (läst 22 januari 2008)
16. ↑  Irländska singellistan Irishcharts.ie (läst 10 april 2008)
17. 1 2  ”Single top 100 over 1994” (på nederländska) (pdf). Top40. http://www.top40.nl/pdf/Top%20100/top%20100%20-%201994.pdf. Läst 17 april 2010.
18. ↑  ”Listplacering”. Arkiverad från originalet den 25 maj 2012. https://archive.is/20120525153007/http://www.chartstats.com/release.php?release=21669. Läst 10 april 2008.
19. ↑  ”Wet Wet Wet singles, German Singles Chart” (på tyska). musicline. Arkiverad från originalet den 1 oktober 2012. https://web.archive.org/web/20121001094052/http://www.musicline.de/de/chartverfolgung_summary/artist/Wet+Wet+Wet/single. Läst 17 april 2010.
20. 1 2  Wet Wet Wet singles, Billboard charts [Love Is All Around på Allmusic (engelska) Allmusic.com] (Läst 25 augusti 2008)
21. ↑  1994 Australian Singles Chart aria.com (Läst 25 augusti 2008)
22. ↑  1994 French Singles Chart Disqueenfrance.com Arkiverad 20 augusti 2011 hämtat från the Wayback Machine. (läst 30 januari 2009)
23. ↑  1994 Swiss Singles Chart Hitparade.ch Arkiverad 5 november 2013 hämtat från the Wayback Machine. (Läst 25 augusti 2008)
24. ↑  1994 Austrian Singles Chart Austriancharts.at Arkiverad 24 september 2010 hämtat från the Wayback Machine. (Läst 25 augusti 2008)
25. ↑  Dutch certifications Arkiverad 16 februari 2006 hämtat från the Wayback Machine.. nvpi.nl. läst 9 december 2008.
26. ↑  UK certifications Arkiverad 14 maj 2011 hämtat från the Wayback Machine.. Bpi.co.uk. Läst 25 augusti 2008
27. ↑  Swedish certifications Arkiverad 21 maj 2012 hämtat från the Wayback Machine.. Ifpi.se. läst 11 september 2008.
28. ↑  Mall:Cite gold platin
29. ↑  Austrian certifications. ifpi.at. Läst 25 augusti 2008.